# Harmonic Disruptor
Harmonic Disruptor è il quinto album in studio del gruppo musicale statunitense Julien-K, autoprodotto e pubblicato il 17 aprile 2020.

## Antefatti
Nel settembre 2017, in occasione di un'intervista concessa a ReGen Magazine, il trio ha annunciato di essere al lavoro a un nuovo album, spiegando che le sonorità si sarebbero discostate da quelle sperimentate in California Noir, avvicinandosi pertanto a quelle del primo album Death to Analog. L'anno seguente è stato rivelato che anche i due turnisti della formazione dal vivo del gruppo, il batterista Alex Gonzales e il bassista Bidi Cobra, sono stati coinvolti nel processo di composizione e di registrazione del disco.
Dopo una breve pausa estiva che li ha visti esibirsi come artista di apertura del The Revolution 3 Tour degli Stone Temple Pilots, Bush e The Cult, nel 2019 i Julien-K hanno ultimato il materiale, completandolo il 29 ottobre dello stesso anno.

## Composizione
L'album si compone di otto brani ed è caratterizzato da un ritorno alle sonorità industrial tipiche degli esordi, nonché da tematiche più pesanti e oscure secondo quanto spiegato dal gruppo:

## Promozione
Nel giugno 2018 il gruppo ha annunciato una campagna di crowdfunding per finanziare la realizzazione e la produzione di Harmonic Disruptor, superando l'obiettivo prefissato dopo 30 minuti dal lancio. Come segno di ringraziamento, il 25 dicembre 2019 l'album è stato distribuito digitalmente a tutti coloro che hanno supportato il finanziamento. Il 24 gennaio 2020 è stato pubblicato il primo singolo, l'omonimo Harmonic Disruptor, accompagnato dal relativo lyric video. Il successivo 14 febbraio è stata la volta del video di Shut Down Your Soul, estratto come singolo il 28 dello stesso mese, mentre il 20 marzo è uscito Stronger Without You.
L'album è stato distribuito a partire dal 17 aprile 2020 dalla The Label Group e dalla INgrooves nei formati CD, vinile e download digitale.
Il 12 maggio 2021 il gruppo ha pubblicato una nuova versione di Lies Like Fire insieme al produttore statunitense The Anix ed intitolata Your Lies Are Like Fire.

## Tracce
1. Harmonic Disruptor – 5:15 (Amir Derakh, Anthony Valcic, Ryan Shuck)
2. Cross – 3:13 (Ryan Shuck, Amir Derakh, Bidkar Grijalva, Alex Gonzales, Anthony Valcic)
3. Stronger Without You – 4:13 (Eric Stoffel, Ryan Shuck, Amir Derakh, Anthony Valcic)
4. Lies Like Fire – 3:51 (Amir Derakh, Ryan Shuck, Anthony Valcic, Alex Gonzales)
5. Shut Down Your Soul – 3:17 (Amir Derakh, Ryan Shuck, Anthony Valcic)
6. As the Sirens Call – 4:23 (Amir Derakh, Ryan Shuck, Anthony Valcic)
7. Burn the System – 4:24 (Ryan Shuck, Amir Derakh, Bidkar Grijalva, Alex Gonzales, Anthony Valcic)
8. Undo Everything – 5:20 (Amir Derakh, Anthony Valcic, Ryan Shuck, Bidkar Grijalva, Kevin Preston, Brett Carruthers)

## Formazione
Gruppo
- Ryan Shuck – voce, chitarra, basso, sintetizzatore
- Amir Derakh – chitarra, basso, programmazione, sintetizzatore
- Anthony "Fu" Valcic – programmazione, sintetizzatore

Altri musicisti
- Alex Gonzales – voce aggiuntiva (tracce 2 e 7), cori aggiuntivi (traccia 3), drum machine aggiuntiva (tracce 4 e 7)
- Bidi Cobra – programmazione aggiuntiva (tracce 2 e 7), rumori aggiuntivi (traccia 2)
- Eric Stoffel – programmazione iniziale, chitarra aggiuntiva e cori (traccia 3)
- Galen Wailing – rumori aggiuntivi (traccia 6)
- Kevin Preston – sintetizzatore aggiuntivo (traccia 8)
- Brett Carruthers – sintetizzatore aggiuntivo (traccia 8)

Produzione
- Amir Derakh – produzione, missaggio, registrazione
- Anthony "Fu" Valcic – registrazione
- Mike Marsh – mastering vinile e digitale